# 西南毛茛
西南毛茛（学名：Ranunculus ficariifolius）为毛茛科毛茛属下的一个种。

## 扩展阅读
- 維基物種上的相關：西南毛茛